# Kaijūsen-ji

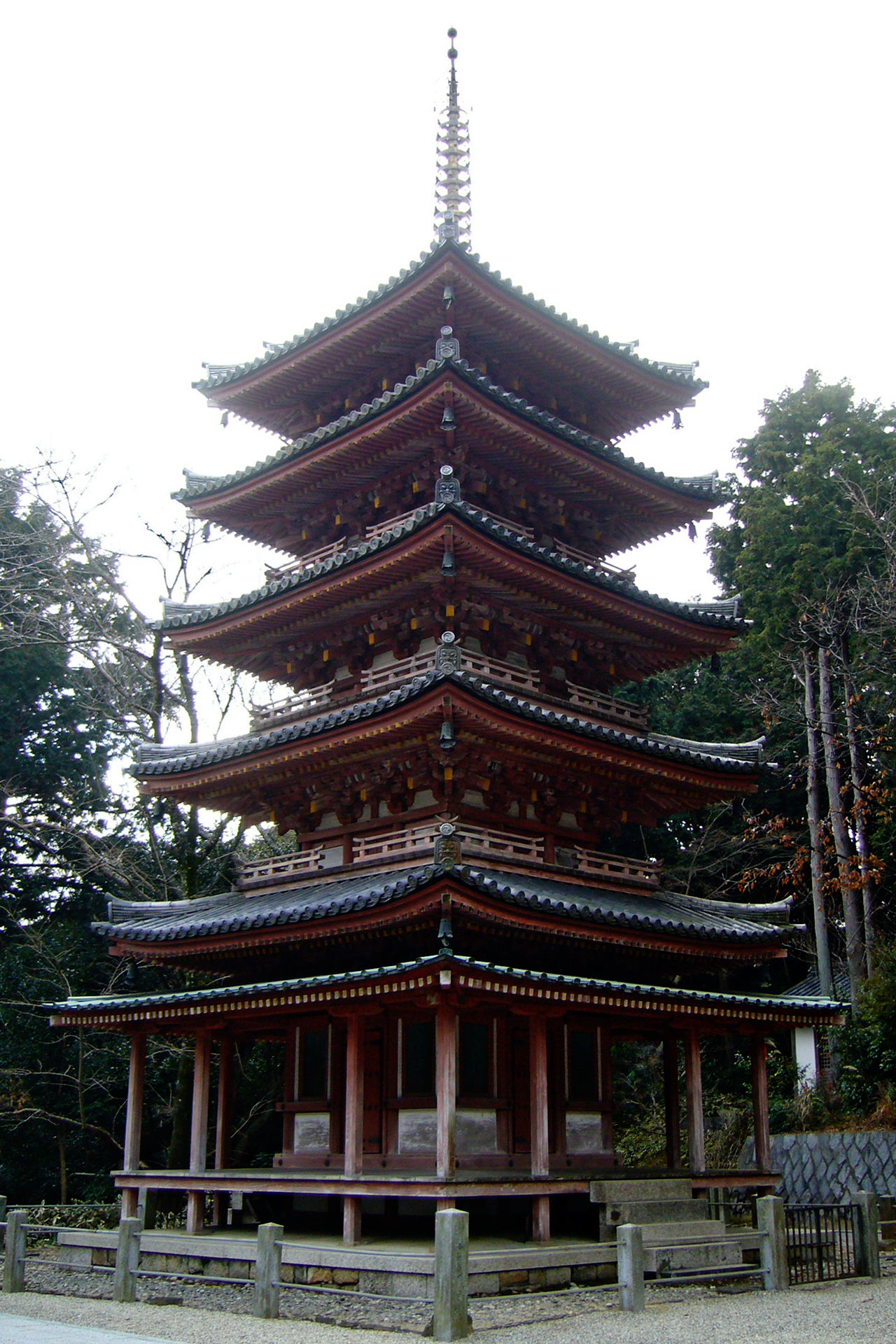
Fünfstöckige Pagode

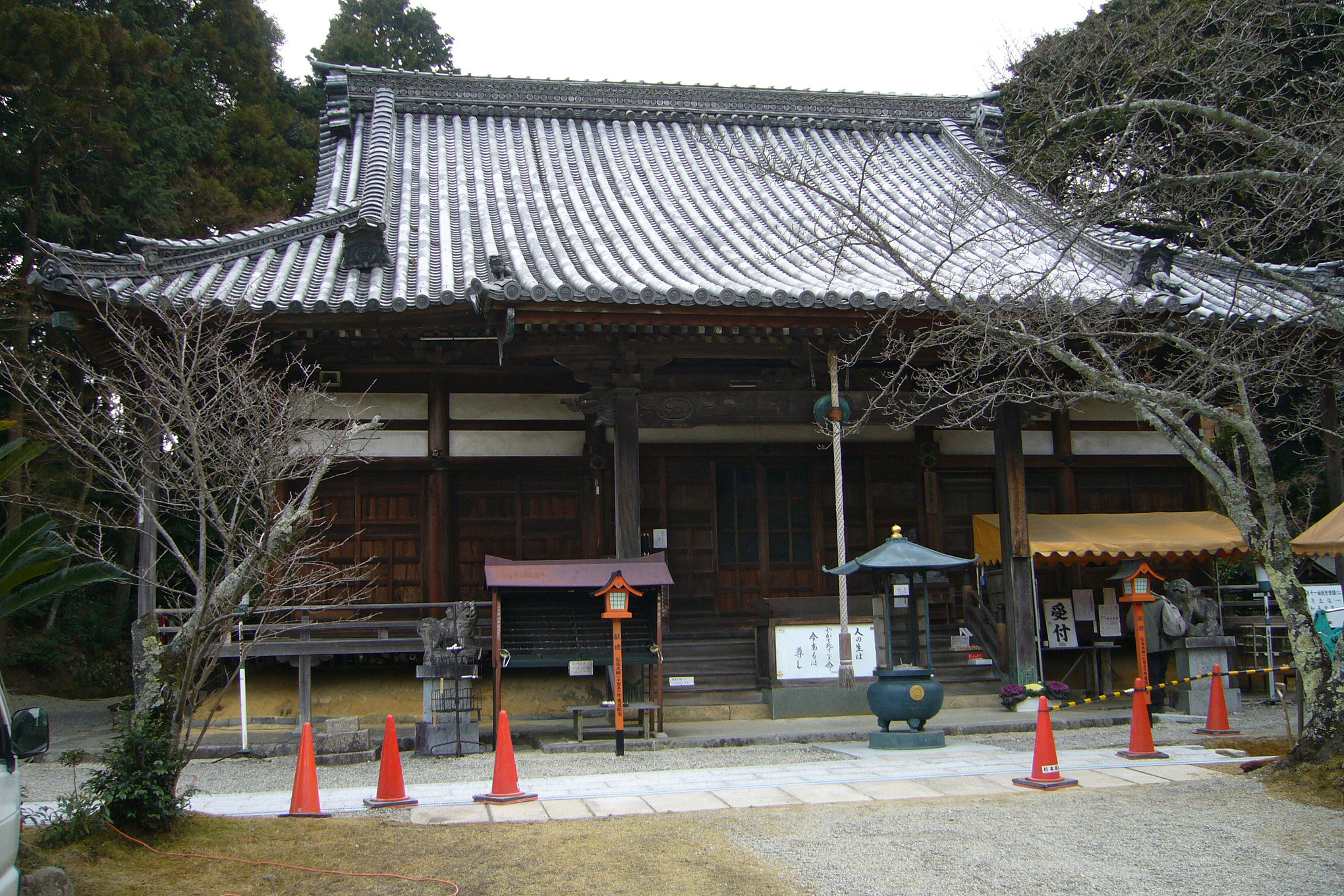
Haupthalle

Der Kaijūsen-ji (japanisch 海住山寺) ist ein buddhistischer Tempel in den Bergen am Nordrand der Stadt Kizugawa, Präfektur Kyōto. Der Tempel gehört zur Shingon-Richtung des Buddhismus.

## Geschichte
Der Überlieferung nach wurde der Tempel im Jahr 735 auf Veranlassung von Kaiser Shōmu als Aufbewahrungsort für eine elfköpfige Kannon des Bildhauers Raben (良弁; 689–774) errichtet und Kannon-ji genannt. Dieser Tempel brannte 1137 ab, lag dann eine Zeitlang brach, bis er 1208 vom Priester Jōkei (貞慶; 1155–1213) wieder errichtet und nun Fudaraku-san Kaijūsen-ji (補陀洛山海住山寺) genannt wurde.
Später hat der Schüler Jōkeis, Priester Jishin Kakushin (磁心 覚心), die Tempelanlage verbessert und 58 Untertempel angelegt. Aber Toyotomi Hideyoshi senkte das Einkommen des Tempels, worauf dessen Niedergang begann.

## Die Anlage
Auf dem Tempelgelände von 10.000 Tsubo (circa 33.000 m²) steht eine fünfstöckige Pagode, die als Nationalschatz ausgezeichnet ist. Sie wurde von Kakushin zum Andenken an den ein Jahr zuvor verstorbenen Jōkei im Jahr 1214 errichtet. Die erforderlichen Mittel stellte Kaiser Go-Toba zur Verfügung. Die Pagode hat zwar nur eine Höhe von 17,7 m, ist aber als einzige erhaltene Pagode der Kamakura-Zeit besonders wertvoll. Die Dächer sind mit Ziegeln gedeckt, wobei bei der Restaurierung im Jahr 1963 unter dem unteren Dach der ursprünglich zusätzliche Dachumlauf wiederherstellt wurde. Im Inneren befinden sich die aus Holz gefertigten Vier Himmelskönige (Wichtiges Kulturgut – ◎).

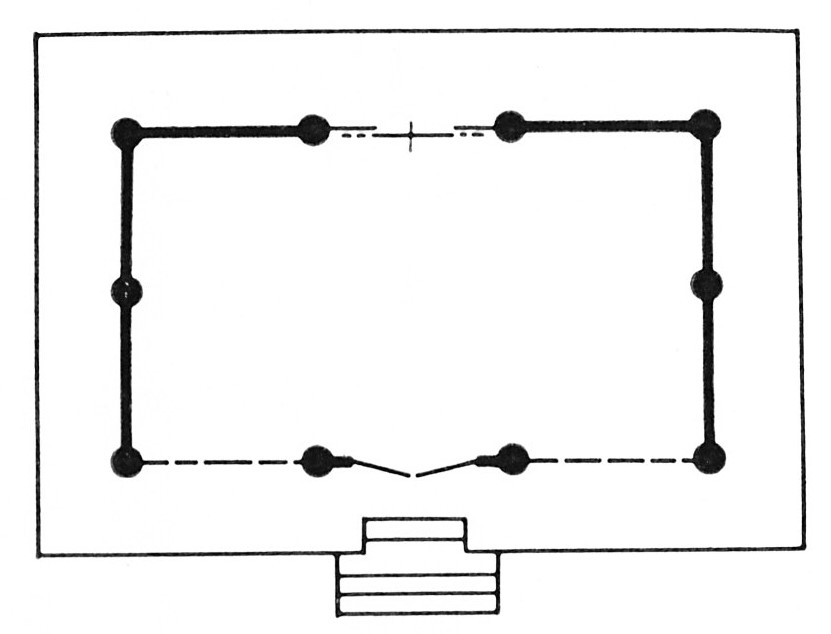
Monju-dō, Plan

Das kleine Monju-dō (文殊堂; ◎) stammt aus der frühen Kamakura-Zeit. Die Halle ist 7,28 m breit und 4,25 m tief, besitzt ein Walmdach, das mit Kupferblech gedeckt ist. Im Inneren befindet sich ein aus Holz gefertigter, sitzender Amida-Buddha aus der Heian-Zeit und ein Monju-bosatsu (文殊菩薩).
Die jetzige Haupthalle (本堂, hondō) stammt aus der Meiji-Zeit. In ihr wird eine elfköpfige Kannon (◎) verehrt. Sie hat eine Höhe von 169,9 cm und stammt aus der mittleren Heian-Zeit. In der Haupthalle befand sich eine weitere elfköpfige Kannon aus der Heian-Zeit (◎), die dem Nationalmuseum Nara überlassen wurde.
Vor dem Monju-dō befindet sich eine wannenförmiger Stein mit der Jahresangabe 正嘉二 (Shoka-ni = 1258), in dem die Mönche sich kalt badeten. Im hinteren Bereich des Tempels stehen Statuen von Jōkei und Jishin Kakushin. 100 m südlich der Haupthalle befinden sich die Gräber der beiden Priester.

## Tempelschätze
Zu den Schätzen des Tempels gehören ein farbige Hokke-Sutra Madala (絹本著色法華曼荼羅図 Kempon choshoku hokke mandara-zu; ◎), 16 Bände Tempelschriften (海住山寺文書 Kaiyūsen-ji bunsho; ◎) aus der Kamakura- und Muromachi-Zeit, eine farbige Mandala mit drei Buddhas und 16 Rakan aus der Namboku-Zeit, eine Glocke mit dem Datum 正嘉元 (Shoka-gan = 1257), zwei Tempel-Schilder (扁額, hengaku) aus der Kamakura-Zeit und Weiteres.